# Johannes Heinsius
Johannes (Johan) Heinsius (ca. 1625 – 21 april 1680) was gouverneur van Suriname van 1678 tot zijn dood in 1680. 

## Biografie
Johan Heinsius was een zoon van Johannes Heinsius, predikant te Middelburg, en Dirkje Jansdr. van den Burch.
Bij resolutie der Algemeene Staten van 15 januari 1678 werd Heinsius tot gouverneur van Suriname benoemd. In 1653 was hij secretaris van de Raad van Justitie in Brazilië geweest. In 1664 was Heinsius correspondent van de West-Indische Compagnie te Londen en vanaf 1672 consul der Nederlanden aldaar. Op 18 juli 1678 zond mr. Justus de Huybert, secretaris van de Staten van Zeeland, aan mr. Pieter de Huybert, pensionaris van Zeeland en tijdelijk gedeputeerde ter Staten-Generaal, een brief waarin hij aandrong op een spoedig vertrek naar Suriname van de pas benoemde gouverneur Johannes Heinsius.
In december 1678 nam Heinsius in de Zeeuwse kolonie van Suriname het bestuur over van Abel Thisso, die had waargenomen. Hoewel slechts anderhalf jaar aan de macht, was Heinsius' betekenis voor de toenmalige kolonie in de kritieke jaren 1679 en 1680 groot. Heinsius wist de teloorgang van de kolonie te voorkomen door tactisch optreden tijdens de eerste jaren van de Inheemse oorlog in Suriname (1678-1686). Zo liet hij rondom Paramaribo een palissade opzetten, met daarbinnen voldoende ruimte voor de aanplant van kostgronden. Ook verbood hij de kolonisten om de kolonie voorgoed te verlaten en liet hij een fort bouwen aan de Corantijn.In 1679 was er door de voortdurende aanvallen van de oorspronkelijke bevolking een voedseltekort ontstaan. Heinsius gaf daarop toestemming om slaven overzee te verkopen. Hij trachtte daarmee te voorkomen dat de slaven van honger op de vlucht sloegen en zich bij de inheemse bevolking zouden voegen en vandaaruit de strijd met de kolonisten zouden aangaan.
Heinsius besloot in 1679 het tekort aan Nederlands kleingeld in de kolonie aan te pakken door de uitgifte van een eigen Surinaamse munt, de Papegaaienmunt. De munten werden zo genoemd omdat er op de voorzijde een 
reliëf staat van een papegaai. De muntjes hadden een waarde van een, twee of vier Nederlandse stuivers.
In een journaal deed Heinsius verslag van zijn belevenissen als gouverneur. Het document vormt een belangrijke bron voor de geschiedschrijving van Suriname in deze periode. Heinsius stierf plotseling in april 1680.